# سابروک بیچ (نیوهمپشایر)
سابروک بیچ (به انگلیسی: Seabrook Beach) شهری در ایالت نیوهمپشایر کشور ایالات متحده آمریکا است که جمعیت آن در سرشماری سال ۲۰۱۰ میلادی، ۹۹۲ نفر بوده‌است.